# Stamnodes cannonaria
Stamnodes cannonaria là một loài bướm đêm trong họ Geometridae.